# Onthophagus missor
Onthophagus missor är en skalbaggsart som beskrevs av Vladimir Balthasar 1938. Onthophagus missor ingår i släktet Onthophagus och familjen bladhorningar. Inga underarter finns listade i Catalogue of Life.